# Буоль-Шауэнштейн, Карл Фердинанд фон
Граф Карл Фердинанд фон Буоль-Шауенштейн (нем. Karl Ferdinand von Buol-Schauenstein, 17 мая 1797, Вена — 28 октября 1865, Вена) — австрийский дипломат и государственный деятель. Министр-президент Австрийской империи (1852-1859). Подписал Парижский мирный договор (30.03.1856), завершивший Крымскую войну.

## Биография
Карл Фердинанд фон Буоль-Шауенштейн родился в городе Вене в знатной семье. Отец — Иоганн Рудольф фон Буоль (ум. 1834), в 1816—1823 возглавлял австрийскую делегацию в Бундестаге Германского союза.
Карл поступил на австрийскую дипломатическую службу, был посланником в Бадене (1828—1838), Вюртемберге (1838—1844), Сардинии (1844—1848), России (1848—1850). В 1850—1851 годах — представитель на германской конференции министров в Дрездене. В 1851—1852 годах — посол в Великобритании.
Был ближайшим сотрудником князя Феликса цу Шварценберга, министр-президента Австрии в 1848—1852 годах. После внезапной смерти Шварценберга в апреле 1852 года, Буоль возглавил правительство и министерство иностранных дел.
После начала Крымской войны (1853), вопреки ожиданиям российского императора Николая I занял позицию враждебного нейтралитета, поскольку опасался расширения влияния России на Балканах. Позиция Австрии не позволила России сосредоточить достаточную военную группировку в Крыму и способствовала победе в войне англо-франко-турецко-сардинской коалиции. В 1856 году — представитель Австрии на Парижском конгрессе, участвовал в выработке Парижского трактата.
Лишившись поддержки России, Австрия была вынуждена вступить в Австро-итало-французскую войну за Ломбардию. После поражения в войне, 21 августа 1859 года, Буоль отправлен в отставку.
Умер 28 октября 1865 года в родном городе.

### Оценки личности
Человек он был довольно посредственный и по способностям, и по уму, и по образованию; был лишь дельным и усердным чиновником. Никогда не знал он меры в своем низкопоклонстве перед силой, — сначала перед Николаем I, особенно когда побывал австрийским послом в Петербурге в 1848—1850 гг., потом перед Наполеоном III, — и никогда не умел держать себя в руках, когда им овладевала уверенность в своем положении и хотелось показать это противнику, которого он считал в данный момент слабым.— Тарле Е. В. Глава X // [militera.lib.ru/h/tarle3/21.html Крымская война: в 2-х т]. — М.-Л., 1941—1944. — Т. 2. — С. 272.

## Награды
- Орден Белого орла (14 ноября 1850, Российская империя)[3].